# Великая регулярная ложа Бельгии
Великая регулярная ложа Бельгии (фр. Grande Loge régulière de Belgique) (ВРЛБ) — бельгийская масонская организация основанная в 1979 году. На сегодняшний день это единственная бельгийская масонская великая ложа, которая признаётся «регулярной» Объединенной великой ложей Англии.

## История
Великая регулярная ложа Бельгии была основана 15 июня 1979 года 333 братьями, членами 9 масонских лож, которые покинули Великую ложу Бельгии, что-бы основать регулярную масонскую великую ложу. Великая ложа Бельгии, в 1959 году, также была создана на основе лож Великого востока Бельгии, и в 1964 году получила признание Объединенной великой ложи Англии, Великой ложи Шотландии и Великой ложи Ирландии, но через 15 лет потеряла его. Эти 333 масона-основателя ВРЛБ в качестве основных принципов выбрали древние Масонские ландмарки. По этой причине ВРЛБ и была признана ОВЛА в качестве единственной регулярной великой ложи.

## Принципы
ВРЛБ — масонский орден, описание которого в статье 2 конституции приводится как: Масонство является посвятительской ассоциацией, учение которой базируется на символических наставлениях, которые возвышают человека морально и духовно, и таким образом, вносит свой вклад в развитие человечества, практикуя идеалы мира, любви и братства.
Члены ВРЛБ полностью соблюдают «Древние ландмарки масонства» (старые принципы), которые составляют для них «рамки», которые обеспечивают вневременную стабильность масонских трудов на протяжении веков.
Великая регулярная ложа Бельгии признана Объединенной великой ложей Англии, а также ещё 150 регулярными великими ложами мира. Члены ВРЛБ практикуют духовное масонство в соответствии с традицией установленной в 1717 году в Лондоне. Предпочитая самоанализ, они считают, что поиск смысла жизни и трансцендентности являются приоритетом для всех кто хочет эффективно способствовать улучшению общества.

## ВРЛБ сегодня
На 1 сентября 2017 года под юрисдикцией ВРЛБ находилось 59 лож объединивших около 1800 масонов. Эти 59 лож находятся в 26 городах.
Также, на 1 сентября 2014 года 31 ложа работает на французском языке, 21 ложа проводит свои работы на голландском языке, 2 ложи работают на английском языке, 1 ложа работает на немецком языке, 1 ложа работает на турецком языке, и 1 ложа работает на греческом языке.

### Исследовательская ложа
В ВРЛБ есть исследовательская ложа «Ars Macionica», которая была основана в 1993 году, целью которой является научное исследование истории, обычаев, ритуалов и принципов масонства.
Ложа «Ars Macionica» собирается три раза в год и публикует свои работы (доступной для заинтересованной общественности или немасонов) в ежегодном обзоре «Acta Macionica». 23 тома исследований ложи были опубликованы по состоянию на 1 сентября 2014 года.

## Практикуемые уставы
- Древний и принятый шотландский устав
- Исправленный шотландский устав
- Ритуал Эмулейшн
- Современный устав
- Философский шотландский устав
- Устав Нью-Йорка
- Калифорнийский устав
- Немецкий устав
- Турецкий устав